# Didi Effe
Diego Ferreira, mais conhecido pelo seu nome artístico de Didi Effe (Pirassununga, 11 de setembro), é um apresentador de televisão, jornalista e repórter brasileiro. Após o sucesso de seus sites, Te Dou um Dado? e Gay Blog se tornou VJ da MTV em 2008. Didi Effe apresentou o diário Top 10 MTV, sendo substituído por Pathy Dejesus em 2013, passou a apresentar o semanal Top 20 MTV apresentou também ao lado de Titi Müller o MTV sem Vergonha. Depois do fim da MTV Brasil integrou o elenco do novo Video Show da Rede Globo, fez participações no Multishow.
Atualmente apresenta o Apopcalipse no canal do YouTube da TNT Brasil.

## Biografia
Nascido em Pirassununga, no estado de São Paulo, morou nos Estados Unidos em 2004 onde trabalhou como vendedor de roupas, estudou jornalismo no Brasil. Entre os anos de 2006 e 2007 trabalhou como terceirizado da empresa Gtcon no GCC (Global Command Center) da IBM de Hortolândia, trabalhando como Operador/Monitor para baixa plataforma (Midrange) no cliente Visteon. Lá, fez inúmeras amizades principalmente com sua amiga nipônica Tatiana Ono e seu amigo Gustavo, porém também fez muitas inimizades, com seu jeito debochado e insuportável de ser, sempre dizendo que seu inglês era perfeito, querendo fumar Marlboro Rosa, menosprezando e tentando tirar muita gente do armário. Certo dia, utilizou o telefone da IBM para falar com seus amigos de Nova York, quando pego em flagrante pelo seu TeamLeader, se desculpou dizendo Oh!, não sabia que não não podia! Criou seu primeiro site, Te Dou um Dado? juntamente com Polly e Lele por volta de 2006. O nome do site veio depois de uma declaração de Bruna Surfistinha no programa Superpop, apresentado por Luciana Gimenez. Segundo os autores do blog o fato foi um dos maiores momentos da TV brasileira. O sucesso do site imediatamente rendeu a Didi Effe uma participação em um especial para a escolha de uma nova integrante da banda Bonde do Rolê, logo após fez um contrato com a MTV Brasil integrando o elenco do Furo MTV como repórter, e do Scrap MTV. Depois de suas aparições em programas da casa ele iniciou em 2008 a apresentação do Gay Show, programa que foi exibido no portal da emissora. Em 10 de março de 2010, ele estreou como apresentador de televisão no Didiabólico, que integrou a grande da emissora até no final de 2010. Em 18 de março de 2011 estreou o Top Mundi. Após a saída de Ellen Jabour do programa Top 10 MTV para apresentar o Luv MTV, Didi entrou no comando do Top 10. Em 15 de janeiro de 2012 comandou o MTV na Laje, que foi exibido no especial anual de verão da emissora. Em 19 de março de 2012 estreou o programa MTV sem Vergonha com Titi Müller. Após a nova reformulação da grade programação para o ano de 2013, a MTV reestreou o programa musical Top 20 MTV em que Didi apresenta os vinte clipes da audiência, com isso, deixou a apresentação do Top 10, sendo substituído por Pathy Dejesus.
Depois do fim da MTV Brasil Didi é contratado da Rede Globo e integrou a equipe do novo Video Show, apresentado pelo também ex-VJ Zeca Camargo.
Foi apresentador do Oscar 2020, no canal TNT.

## Filmografia

### Televisão
| Ano     | Título           | Função       |
| ------- | ---------------- | ------------ |
| 2008    | Scrap MTV        | Repórter     |
| 2008    | MTV Gay Show     | Apresentador |
| 2009–10 | Furo MTV         | Repórter     |
| 2010    | Didiabólico MTV  | Apresentador |
| 2011    | Top Mundi MTV    | Apresentador |
| 2011–13 | Top 10 MTV       | Apresentador |
| 2012–13 | MTV sem Vergonha | Apresentador |
| 2013    | Top 20 MTV       | Apresentador |
| 2013–14 | Vídeo Show       | Repórter     |

### Internet
| Ano           | Título            | Função       |
| ------------- | ----------------- | ------------ |
| 2021–presente | A-pop-calipse TNT | Apresentador |